# 唾液酸
唾液酸（Sialic acid）是神经胺酸中胺基酸或羟基氢被取代的一类衍生物的总称，通常也指代此类化合物中最重要的成员之一N-乙醯神经胺酸。唾液酸广泛存在于动物体组织，在其他生物体也有少量分布，主要作为糖蛋白和神经节苷脂的组分。唾液酸取代基通常为乙醯基或羟乙醯基，不过甲基、硫酸酯基、磷酸酯基取代胺基的唾液酸也已被发现。唾液酸由瑞典生物化学家贡纳尔·布利克斯等人于1952年发现，其名称来源于希腊语（sialos），最初由唾液粘蛋白中分离而而得名。

## 外部連結
- 博士談燕窩